# Casa de Kamehameha

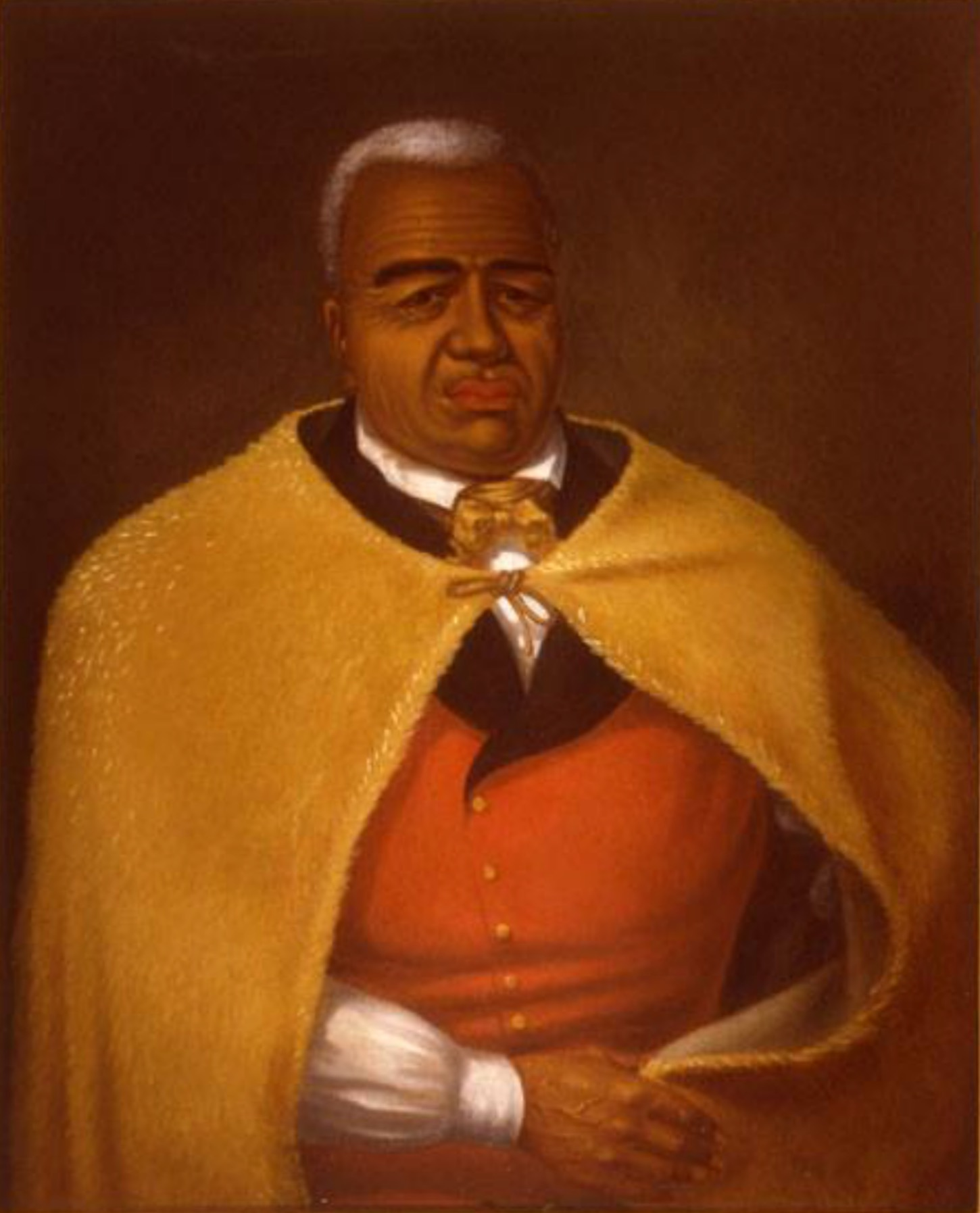
Kamehameha El Grande estableció su dinastía en 1810 al unificar las Islas Hawái, convirtiéndolas en el Reino de Hawái.

La Casa de Kamehameha, o la Dinastía Kamehameha, fue la familia reinante del Reino de Hawái durante el periodo transcurrido entre la unificación de las islas por parte de Kamehameha El Grande en 1810 y la muerte de Kamehameha V en 1872. Las contribuciones más importantes consistieron en la institución de una forma de gobierno constitucional, la abolición de los antiguos sistemas kapu hawaianos en favor de las leyes occidentales, la proclamación del Edicto de Tolerancia que otorgaba a todo hawaiano la libertad de culto. En este periodo también se promulgó la Great mahele que asignaba tierras a los hawaianos nativos, quienes por primera vez en la historia podían tener propiedades a título privado.
Hoy en día, la dinastía Kamehameha como tal no existe; todos los descendientes de Kamehameha I parece que han desaparecido. No sucede lo mismo con una rama secundaria de la familia, la de los descendientes de Kalokuokamaile, hermano mayor del rey Kamehameha I, presente en los descendientes de la tatara-tatara-nieta de Kalokuokamaile, Theresa Laʻanui, que tuvo 14 nietos.

## Orígenes
La dinastía proviene de los jefes de Kona (con sede en Kailua), cuando su jefe Kamehameha (I) logró someter de forma gradual a las demás jefaturas de la isla de Hawái y posteriormente a las demás islas del archipiélago. Los jefes de Kona gobernaban únicamente una parte de su isla, al haberse disuelto el anterior sistema monárquico que abarcaba a toda la isla unas décadas antes (probablemente como consecuencia de la muerte del bisabuelo de Kamehameha) en jefaturas independientes de menor tamaño.
Tenían muchos parientes: por ejemplo, la madre de Kamehameha se casó en segundas nupcias con un rey de la isla de Kauaʻi, después de su padre, el anterior jefe de Kona.
El propio Kamehameha provenía de los jefes de Oʻahu, Maui y Kauaʻi, ya que la nobleza o la clase alta o de los jefes (aliʻi) de las islas presentaba una profunda endogamia, teniendo todos según la leyenda un ancestro común, el jefe Wākea.

## Expansión del reino
Kamehameha I emprendió una serie de guerras de conquista y alianzas estratégicas. Cuando sucedió a su hermano como Aliʻi de Kohala y Kona en 1782, se dispuso a unificar la isla de Hawaiʻi y posteriormente, a someter a las islas vecinas. Finalmente consiguió unificar la totalidad de las Islas Hawái o Sándwich en un único reino en 1810. Sus descendientes gobernaron el reino ya unido, hasta la extinción de su línea sucesoria masculina en 1874.
Al extinguirse la línea sucesoria masculina de Kamehameha, los nobles y los jefes eligieron a David Kalākaua, un noble de rango elevado y descendiente del abuelo de Kamehameha El Grande. Murió sin dejar descendencia pero nombrando a su hermana, Lydia Liliʻuokalani, como sucesora. Fue depuesta por un golpe de Estado armado impulsado principalmente por hombres de negocios locales de origen americano y europeo en 1893.

## La preservación de la independencia
La Casa de Kamehameha, era responsable también de mantener y conservar la soberanía e independencia del Reino de Hawái frente a la invasión por parte de las potencias coloniales europeas del Océano Pacífico. Cerró tratados con Austria, Bélgica, Bremen (hoy Alemania), Dinamarca, Francia, Alemania, Hamburgo (hoy Alemania), Italia, Hong Kong, Japón, Holanda, Nueva Gales del Sur (hoy Australia), Portugal, Rusia, Samoa, Confederación Helvética, Suecia, Noruega, Tahití (hoy Francia), el Reino Unido y los Estados Unidos.

## Monarcas Kamehameha
- Kamehameha I, (1795-1819)
- Kamehameha II, Liholiho, (1819-1824)
- Kamehameha III, Kauikeaouli, (1825-1854)
- Kamehameha IV, Alexander Liholiho, (1854-1863)
- Kamehameha V, Lot Kapuāiwa, (1863-1872)

## Últimos supervivientes de la Dinastía Kamehameha
El nombre Kamehameha fue primeramente el nombre propio del rey Kamehameha I. Por este motivo, la dinastía se refiere a sus descendientes pero no incluye ni a sus hermanos ni a sus familiares de segundo grado, puesto que ninguno de ellos provenía de nadie con el nombre Kamehameha. Tras la muerte del rey Kamehameha V, sólo quedaban dos descendientes de Kamehameha I, las primas de Kamehameha V, las princesas:
- Ruth Keʻelikōlani (1826-1883), que era hija (con nacimiento problemático, tras un divorcio y nuevo matrimonio de su madre) (1) del príncipe Kahalaia Luanuʻu, hijo único del príncipe Kahoanuku Kinau, tercer hijo de Kamehameha I; y (2) de la princesa Kalani Pauahi, hija mayor del lord Aliʻi Pauli Kaoleioku (hijo natural de mayor edad pero legítimo por poco de Kamehameha I) de su segunda esposa Aliʻi Luahine Kahailiopua.

- Bernice Pauahi Bishop (1831-1884), nieta del hijo natural pero legitimado por poco de Kamehameha I, Lord Pauli Kaoleioku, citado anteriormente. Era prima hermana de Ruth Keʻelikōlani y su heredera. Casada con Charles Reed Bishop.

Ambas señoras fallecieron sin dejar descendencia.

## Hermanos de Kamehameha I
- Príncipe Kealiʻimaikai, cuyo último descendiente fue la Reina Emma, esposa de Kamehameha IV.
- Príncipe Kalaimamahu, cuyo último descendiente fue el rey William Charles Lunalilo, sucesor de Kamehameha V y antecesor del rey Kalākaua.
- Príncipe Kalokuokamaile, cuya tatara-tatara-nieta Theresa Owana Kaʻohelelani Laʻanui ha dejado descendencia en la actualidad.

- Datos: Q601505
- Multimedia: House of Kamehameha / Q601505